# 謝赫·艾德巴利
謝赫·艾德巴利（土耳其語：Şeyh Edebali）是一名富有影響力的土耳其人蘇非派謝赫，他從旁協助早期的鄂圖曼帝國領袖訂立相關國策，奠定了帝國日後崛起的礎石。

## 與鄂圖曼帝國領袖的關係
鄂圖曼帝國的創立者奧斯曼加齊在年輕時曾數度拜訪謝赫·艾德巴利向其探討伊斯兰教相關的教義，兩人間的關係既是良師也是益友。日後，艾德巴利更親自以加齊之劍為奧斯曼加冕為王。於一則經常被提及的奧斯曼之夢神話中，傳說奧斯曼在某日夜宿艾德巴利家中時，夢見了一輪圓月從艾德巴利的胸中緩緩升起，並沉入他自己的胸膛。艾德巴利認為這場夢境象徵著鄂圖曼帝國的建立與茁壯成長，由此決定把自己名為拉比雅·芭拉可敦的女兒嫁給奧斯曼。

## 給奧斯曼加齊的箴言

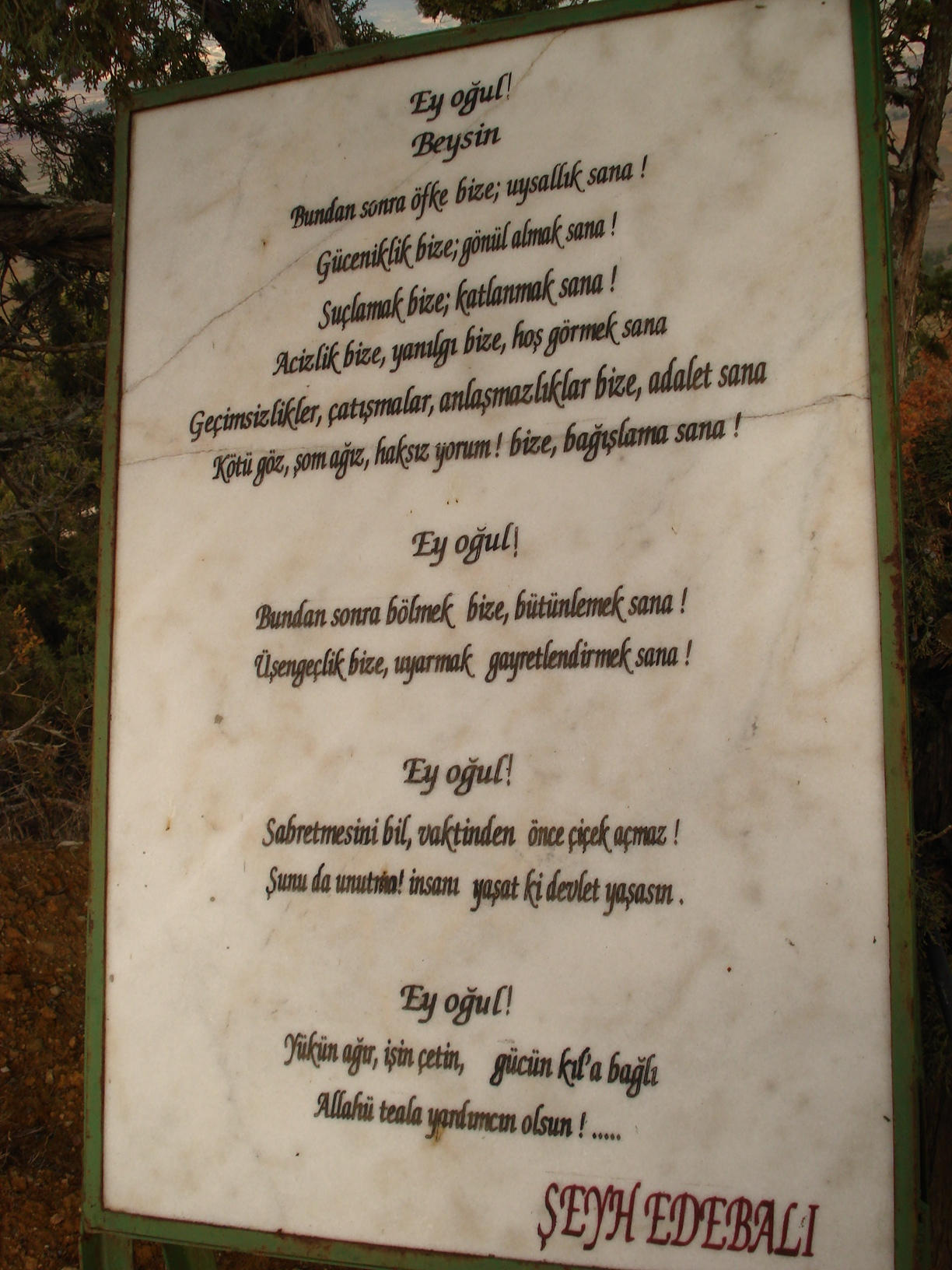
銘刻於大理石板上，艾德巴利給女婿奧斯曼加齊的忠告

艾德巴利對其女婿奧斯曼加齊的諫言，影響了日後整個鄂圖曼帝國的行政管理和統治方式長達六個世紀之久。
在這份著名的箴言中，艾德巴利告訴奧斯曼：
哦，我的兒子！

如今你已成為君王！

從現在開始，把怒火留給我們；

你需保持冷靜！

把冒犯之舉留給我們；

你將秉持禮節！

把攻訐指責留給我們；

你要忍耐承受！

把無助和錯誤留給我們；

你則開闊心胸！

把爭吵留給我們；

你必執守公正！

把妒忌、謠言、謗語留給我們；

你會選擇寬恕！

哦，我的兒子！

從現在開始，把分裂留給我們；

你要團結一心！

把怠惰留給我們；

你須時時警醒和勉勵自己！

哦，我的兒子！

保持耐心，當時刻到來花兒自會綻放；

永遠別忘了，人的興盛即是王國的興盛！

哦，我的兒子！

你的負擔沉重，你的責任艱難，力量將伴你同行！

願真主成為你的助力！